# Зоран Янкович (футболист)
Вижте пояснителната страница за други личности с името Зоран Янкович.
Зоран Янкович (на сръбски: Зоран Јанковић; на сърбохърватски: Zoran Janković) е сръбски футболист, с българско гражданство, бивш нападател на Литекс (Ловеч) и българския нац. отбор. Висок е 184 см.

## Кариера
Футболната му кариера започва в сръбския ФК Железник и впоследствие преминава през отборите на Войводина (Нови Сад), Литекс (Ловеч) и Далиан (Шиде). В този период той се смята за един от най-добрите играчи в Китайската Суперлига. През месец ноември вече бившият национал напуска най-големия китайски отбор след няколко шампионски титли и купи в първенството на страната. Изпращат го от Китай с пищен бенефис, на който присъстват повече от 70 000 зрители. През зимната пауза на сезон 2007/08 се завръща в България и отново облича оранжевият екип, като с лидерските си качества променя облика на отбора. Обиден на старши треньора Миодраг Йешич, че не попада в групата за финала за Купата на България срещу Черно море (Варна), Зоран напуска отбора на Литекс и си урежда трансфер в Кипърското първенство като подписва с първодивизионния Етникос Ахнас. От 2009 г. е състезател на сръбския втородивизионен Инджия.
С националния отбор на България е участник на Европейското първенство в Португалия 2004. Името му е записано в алеята на славата на ФК Литекс (Ловеч).
В края на септември 2012 г. е назначен за старши треньор на сръбския втородивизионен Банат Зренянин.

## Отличия
Литекс (Ловеч)
- Носител на Купата на България – 2001

 България
- Участник с Българския национален отбор по футбол на Евро 2004 в Португалия.

За националния отбор на страната ни Янкович записва 22 мача и отбелязва 2 гола.